# Paradisul în direct
Paradisul în direct este un film românesc din 1995 regizat de Cornel Diaconu. Rolurile principale au fost interpretate de actorii Tamara Buciuceanu, Petre Nicolae și Alexandru Arșinel.

## Distribuție
Distribuția filmului este alcătuită din:
- Tamara Buciuceanu Botez — Vivi, adjuncta lui Ilie, organizatoarea concursului de frumusețe
- Petre Nicolae — Ilie, organizatorul Serbărilor Mării de la Costinești
- Loredana Groza — cântăreața Lori (menționată Loredana)
- George Mihăiță — novicele de la mănăstire, polițist sub acoperire
- Tania Popa — Maricica, dansatoare moldoveană din Gâșteni (menționată Tania Popa-Pătrariu)
- Lucian Nuță — logodnicul Ofeliei, medic
- Simona Gălbenușă — Ofelia Caraman, reportera TVR
- Costel Cașcaval — Petrică, dansator moldovean, fratele Maricicăi
- Delia Nartea — „Afrodita”, iubita lui Țucurelu
- Mihai Răzuș — „Einstein”, tânăr îndrăgostit de Eva
- Olga Bălan — Zizi („Sirena pătimașă”), soția lui Costi
- Dan Aștilean — pictorul afemeiat „Gauguin”
- Tania Budi — Eva, studentă la Facultatea de Arhitectură
- Geo Saizescu — Katounis, președintele companiei Pandora, milionar grec
- Adela Cîrjan — Alicia, polițistă sub acoperire
- Silviu Biriș — Gigi, cameramanul TVR
- Monica Stoian — Anișoara, fetița lui Costi
- Tudor Demetrescu — băiatul lui Ilie
- Cristian Arșinel — Țucurelu („Homer”), fiul lui Costi (menționat Arșinel jr.)
- Alexandru Arșinel — Costi, subalternul lui Ilie
- Tracus — Zahanasian, câinele lui Katounis

## Primire
Filmul a fost vizionat de 571.484 de spectatori în cinematografele din România, după cum atestă o situație a numărului de spectatori înregistrat de filmele românești de la data premierei și până la data de 31 decembrie 2014 alcătuită de Centrul Național al Cinematografiei.